# Miloš Bojović
Miloš Bojović (en serbio, Милош Бојовић, Belgrado, 2 de diciembre de 1981) es un baloncestista serbio que pertenece a la plantilla del Limburg United de la BNXT League. Con 1,98 metros de estatura, juega en la posición de escolta.

## Trayectoria deportiva

### Primeros años
Se formó en la cantera del KK Avala Ada de su ciudad natal, Belgrado, equipo con el que debutó como profesional en la temporada 1999-2000, y donde se mantuvo hasta 2004.

### Profesional
Jugó en diversos equipos de su país hasta que en 2010 fichó por el Olympique Antibes, donde jugó una temporada. Su siguiente incursión fuera de su país fue en el P.A.O.K. BC griego, pero solo disputó siete partidos en 2012, promediando 3,0 puntos y 1,4 rebotes. Esa misma temporada acabó como máximo anotador de la Liga Serbia, como ya ocurriera en 2007, promediando 23,5 puntos por partido.
Tras regresar de nuevo a su país, en 2013 fichó por el BC CSU Sibiu rumano, donde en su primera temporada fue el máximo anotador de la Liga Națională, promediando 22,7 puntos por partido. En 2015 cambió de equipo pero no de liga, al firmar con el CS Phoenix Galaţi, donde en su segunda temporada estuvo a punto de repetor galardón de máximo anotador, al quedar segundo con 19,1 puntos por partido, a los que añadió 4,2 rebotes y 4,1 asistencias.
En junio de 2017 cambió de país al fichar por el Liège Basket de la Pro Basketball League belga, donde en dos temporadas disputadas, en ambas fue el mejor anotador de la competición, la última de ellas ya con 37 años de edad.
En la temporada 2021-22, firma por el Limburg United de la BNXT League.